# Система воздушных сигналов
Система воздушных сигналов (СВС) современных летательных аппаратов представляет собой программно-аппаратную систему, предназначенную для измерения, вычисления и выдачи на индикацию экипажу ЛА и в бортовые системы (потребителям) информации о высотно-скоростных параметрах, а также о других параметрах, таких как температура воздуха, углы атаки и скольжения. Состоит из большой группы датчиков - приёмников воздушного давления (приёмников статического давления, динамического давления или комбинированных приёмников полного давления), датчиков заторможенного потока (скоростного напора) и ряда других датчиков, а также трубопроводов передачи давления (т.н. статических "С" и динамических "Д" линий), приборов обработки и преобразования, которые преобразуют получаемую информацию в электрические сигналы ( на которых работает основная масса оборудования самолёта). В децентрализованной СВС на борту самолёта имеется большая группа разнообразных приборов - КВ (корректор высоты), ИЧМ (индикатор числа маха), КЗСП (корректор-задатчик приборной скорости), измерительный комплекс реле давлений (ИКДРДФ) и т.д. Централизованная СВС, как правило, имеет единый вычислитель (например - централь скорости и высоты ЦСВ), который получает информацию от приёмников, преобразует её в пропорциональные электрические сигналы и выдаёт потребителям. 
В децентрализованной СВС в кабине экипажа применяются анероидно-мембранные приборы и указатели:  высоты (например, высотомер ВД-20), скорости (например КУС-1500), вариометры и т.д. В централизованной СВС применяются электрические указатели скорости, высоты и других полётных параметров, либо информация выводится на МФИ.
Как правило, даже в самом современном цифровом приборном оборудовании самолёта имеется место для резервного барометрического высотомера и указателя скорости, подключённых непосредственно к приёмникам давления.

## Параметры, измеряемые и вычисляемые СВС
- Высотно-скоростные параметры
  - Барометрическая высота полета
  - Вертикальная скорость
  - Воздушная скорость (истинная и приборная)
  - Число Маха
- Температура наружного воздуха
- Температура заторможенного воздуха
- Углы атаки и скольжения
- Давление (полное и динамическое)
- Максимально допустимая воздушная скорость